# Katsuyoshi Shinto
Katsuyoshi Shinto (født 15. september 1960) er en japansk fodboldspiller.

## Japans fodboldlandshold
| Japans landshold | Japans landshold | Japans landshold |
| År               | Kmp              | Mål              |
| ---------------- | ---------------- | ---------------- |
| 1987             | 2                | 0                |
| 1988             | 3                | 0                |
| 1989             | 8                | 1                |
| 1990             | 2                | 0                |
| Total            | 15               | 1                |